# Валкау де Сус (Салаж)
Валкау де Сус (рум. Valcău de Sus) насеље је у Румунији у округу Салаж у општини Валкау Де Жос. Oпштина се налази на надморској висини од 260 m.

## Становништво
Према подацима из 2002. године у насељу је живело 916 становника.

### Попис2002.
| Расподела становништва по националности 2002.‍ | Расподела становништва по националности 2002.‍ | Расподела становништва по националности 2002.‍ | Расподела становништва по националности 2002.‍ | Расподела становништва по националности 2002.‍ |
| --------------------------------------------- | --------------------------------------------- | --------------------------------------------- | --------------------------------------------- | --------------------------------------------- |
|                                               |                                               |                                               |                                               |                                               |
| Румуни                                        | Румуни                                        |                                               | 643                                           | 70,4%                                         |
| Роми                                          | Роми                                          |                                               | 271                                           | 29,6%                                         |